# Guddadanveri, Ranibennur
Guddadanveri là một làng thuộc tehsil Ranibennur, huyện Haveri, bang Karnataka, Ấn Độ.